# Abisolierzange

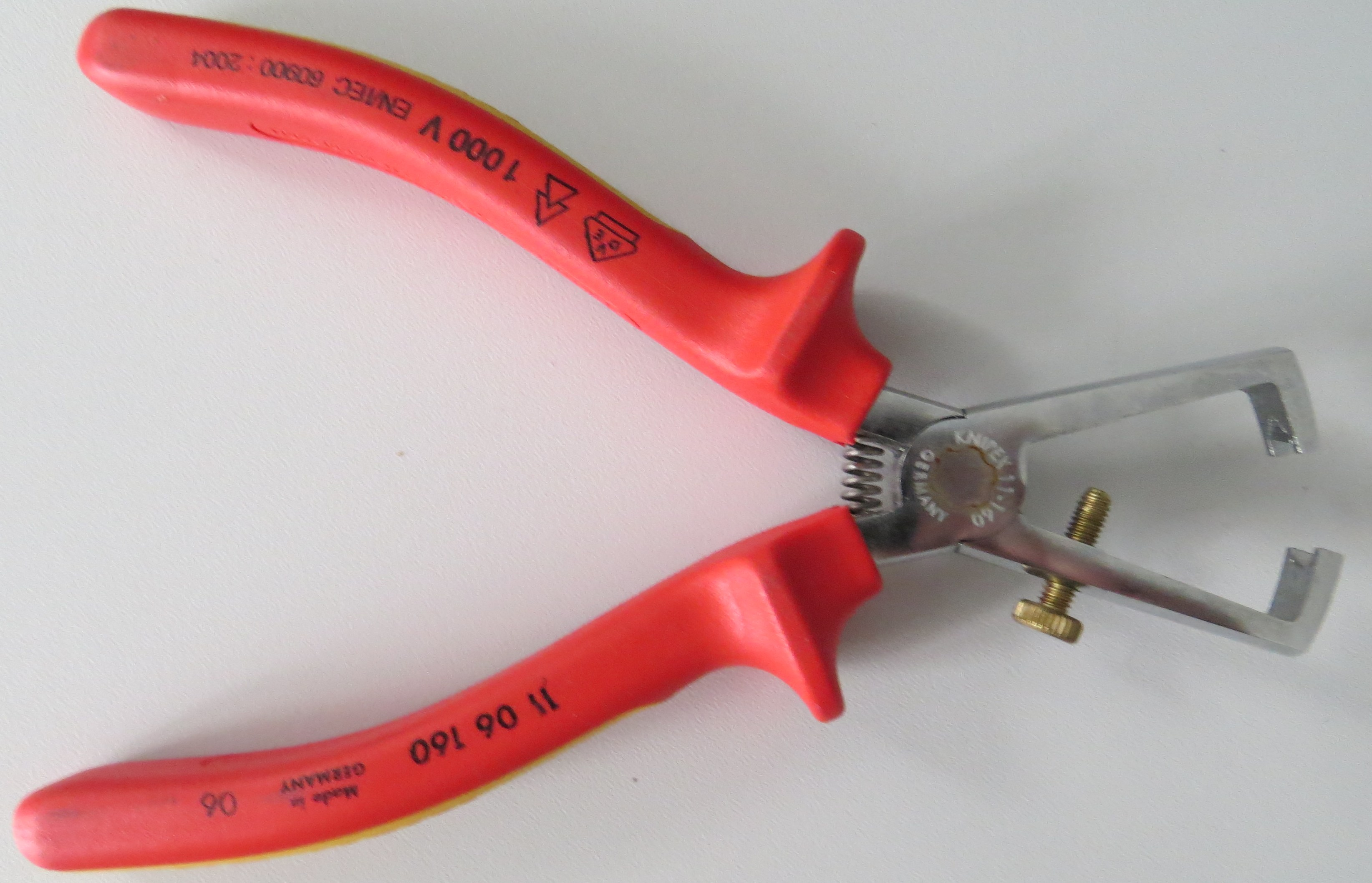
Mechanische Abisolierzange

Eine Abisolierzange ist ein Werkzeug, welches das Abisolieren von Kabeln und elektrischen Leitungen vereinfacht. Ziel des Abisolierens ist es, die meist aus Kunststoff bestehende Isolation von elektrischen Leitern wie einem Draht oder Litze an der Anschlussstelle mit einer definierten Länge so abzutrennen, dass der Leiter dabei nicht beschädigt wird.

## Zweck und Methoden

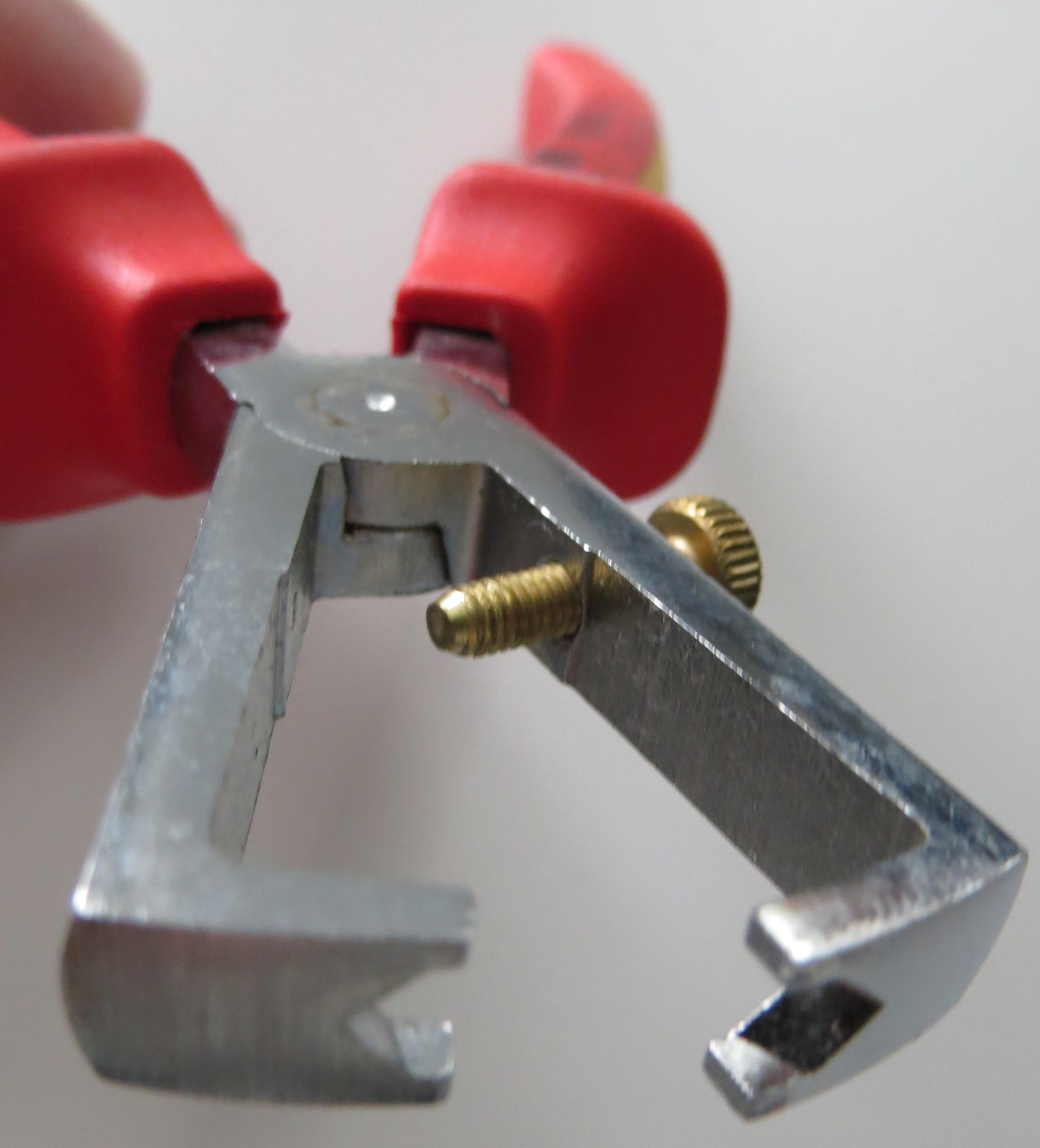
Messer der Abisolierzange

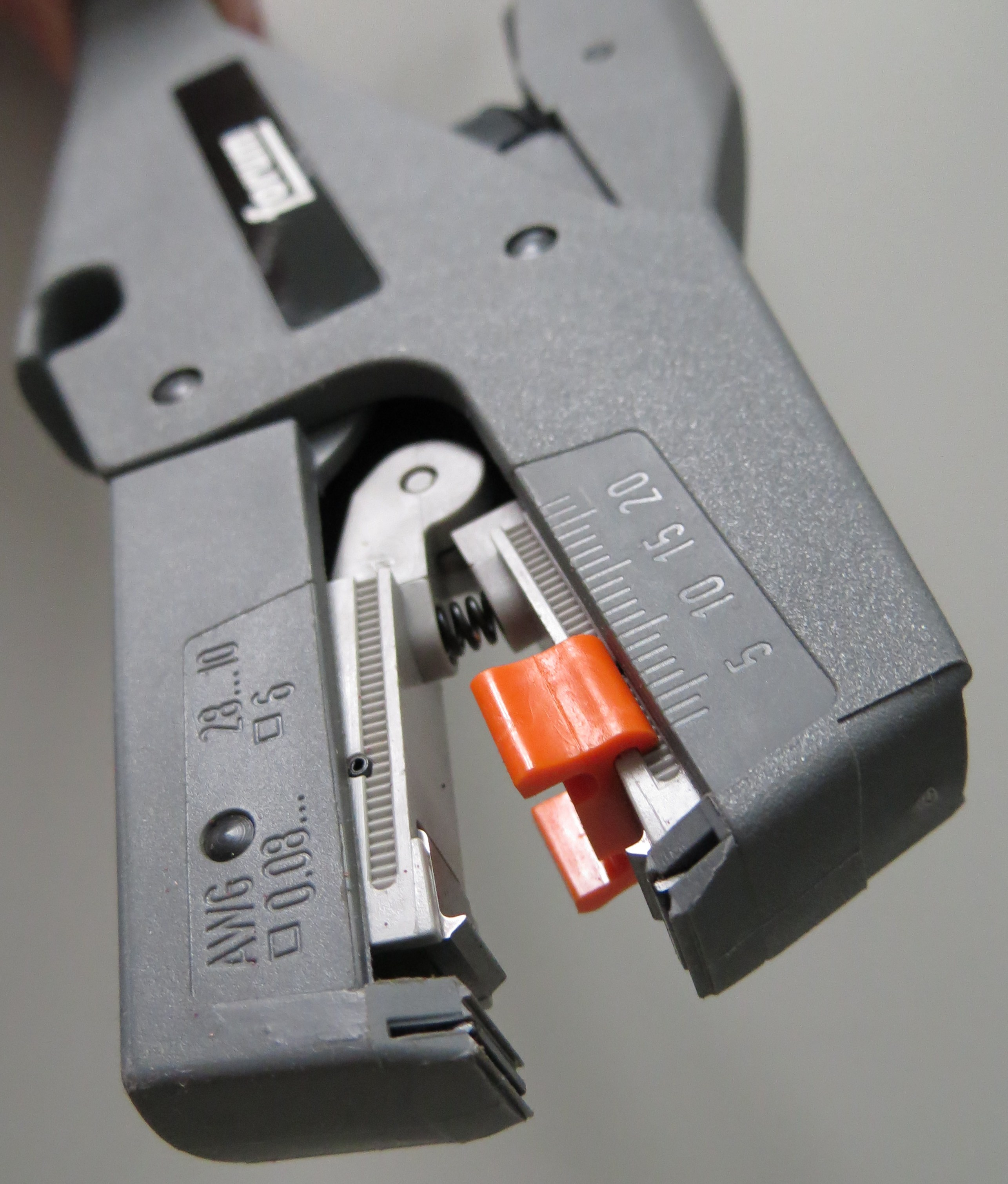
Automatische Abisolierzange im Detail

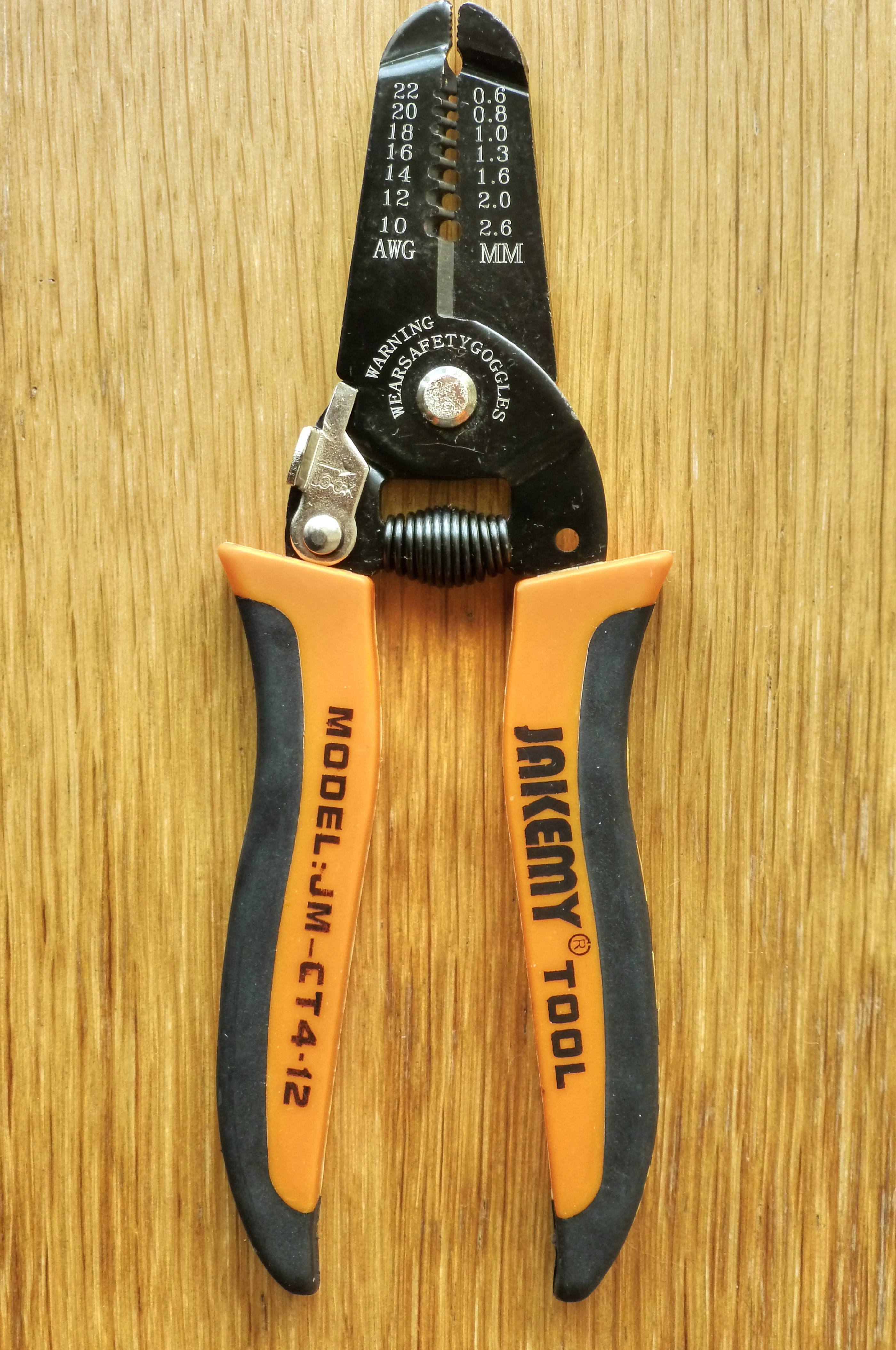
Eine geeichte Abisolierzange

Das Ziel des Abisolierens ist das Herstellen einer elektrischen Verbindung an einem isolierten Leiter. Dazu muss die Isolierung so entfernt werden, dass keine Beschädigungen wie Einkerbungen des Leiters noch Isolierstoffreste die Qualität oder Betriebssicherheit der elektrischer Verbindungen negativ beeinflussen. Bei Litze, diese besteht aus vielen einzelnen und dünnen Drähten, muss vermieden werden, dass ein Teil der Einzeldrähte beim Abisolieren abgetrennt oder abgerissen wird.
Mechanische Abisolierzangen müssen vor der Verwendung meist auf den jeweiligen Drahtdurchmesser justiert werden, um keine Schäden an den Leitern zu verursachen.
Teilweise wird, wie auch zum Abmanteln, das Kabelmesser oder andere dafür nur bedingt geeignete Schneidwerkzeuge wie ein Seitenschneider zum Abisolieren benutzt. Im Gegensatz zur Abisolierzange erfordert der Einsatz eines Kabelmessers große Geschicklichkeit, Sorgfalt und Erfahrung und die Wahrscheinlichkeit für Fehler ist höher.
Für spezielle Kabelisolierungen mit Thermoplast-Isolierungen gibt es auch thermische Abisolierzangen.

## Abisolierzangen für Einzelleiter
Abisolierzangen haben eine gerade, runde oder V-förmige Schneidöffnung, die sich nicht vollständig schließen lässt. Das Vermeiden von Leiterschäden wird folgendermaßen erreicht:
- über Stellschraube einstellbarer Abstand der Schneiden
- mit mehreren verschieden großen Öffnungen für unterschiedliche Leiterdurchmesser
- mittels einstellbarer Isolierstoffdicke
- thermisches Einschneiden der Aderisolierung

Sogenannte „automatische“ Abisolierzangen passen sich an den Außendurchmesser der Leitung an; die Isolierstoffdicke kann an ihnen eingestellt werden. Durch das Zusammendrücken der Griffe werden die Arbeitsgänge Einschneiden und Abziehen nacheinander ausgeführt. Dadurch kann schnell und ohne das Risiko einer Beschädigung des Leiters gearbeitet werden.

## Abisolierzangen mit Messerkassette
Diese automatischen Zangen besitzen pro Backe mehrere schmale, in eine Kassette eingelegte Messer. Die einzelnen Messer passen sich an die Form der Leiterisolierung an. Mit diesen Zangen können beispielsweise in Flachbandkabeln alle nebeneinanderliegenden Einzelleitungen zugleich abisoliert werden.
Auch diese Art besitzt eine Einstellmöglichkeit für die Isolierstoffdicke.

## Abmantler
Abmantler sind für das Abmanteln modifizierte Abisolierzangen und es gibt sie in zwei Formen:
- Werkzeuge, die in einer Führung nur ein einzelnes kleines, drehbar gelagertes Messer besitzen: diese werden radial auf das Kabel gesetzt, gedreht und entfernt, anschließend kann der eingeschnittene Mantelabschnitt abgezogen werden. Sie können auch verwendet werden, um im Kabelmantel im Anschluss an den umlaufenden Schnitt einen Längsschnitt zu erzeugen. Dabei dreht sich das Messer von selbst in Längsrichtung. Solche Längsschnitte sind bei größeren Abmantel-Längen, wie sie etwa bei der Verdrahtung von Verteilungen notwendig sind, und bei schlecht gleitendem Mantel (zum Beispiel bei Koaxialkabeln) hilfreich. Zusätzlich verfügen diese Werkzeuge häufig über eine offene Klinge, welche oft auf einer Seite eine Hakenform aufweist (siehe Bild). Zur Verringerung der Verletzungsgefahr gehört zum Lieferumfang meist eine Kunststoffabdeckung für diese Klinge.
- Klappgriffe mit innenliegenden Messern ähnlich einer Abisolierzange: Diese werden über das Kabel geschoben, gedreht und dann samt Mantelabschnitt abgezogen. Um Beschädigungen an den Aderisolierungen zu vermeiden, sollte man sie vor dem Abziehen ein Stück vor dem Schnitt neu ansetzen und dann nicht ganz zusammendrücken. Manche Modelle verfügen über eine zusätzliche Klinge samt Führung für Längsschnitte, eine ausfahrbare Klinge oder eine Abisoliervorrichtung für Einzeladern. Sie werden auch Dosenabmantler genannt, da sie noch verwendet werden können, wenn das Kabel bereits in eine Gerätedose eingeführt wurde. Besonders bei mehreren eingeführten Kabeln kann das Ansetzen aber schwierig werden, wodurch platzintensive Mantel-Überlängen entstehen können. Daher ist es besser, das Kabel bereits vor dem Einführen passgenau abzumanteln.

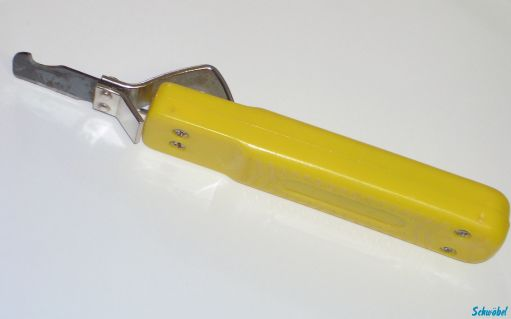
Universal-Kabelabmantler mit zusätzlicher offener Klinge
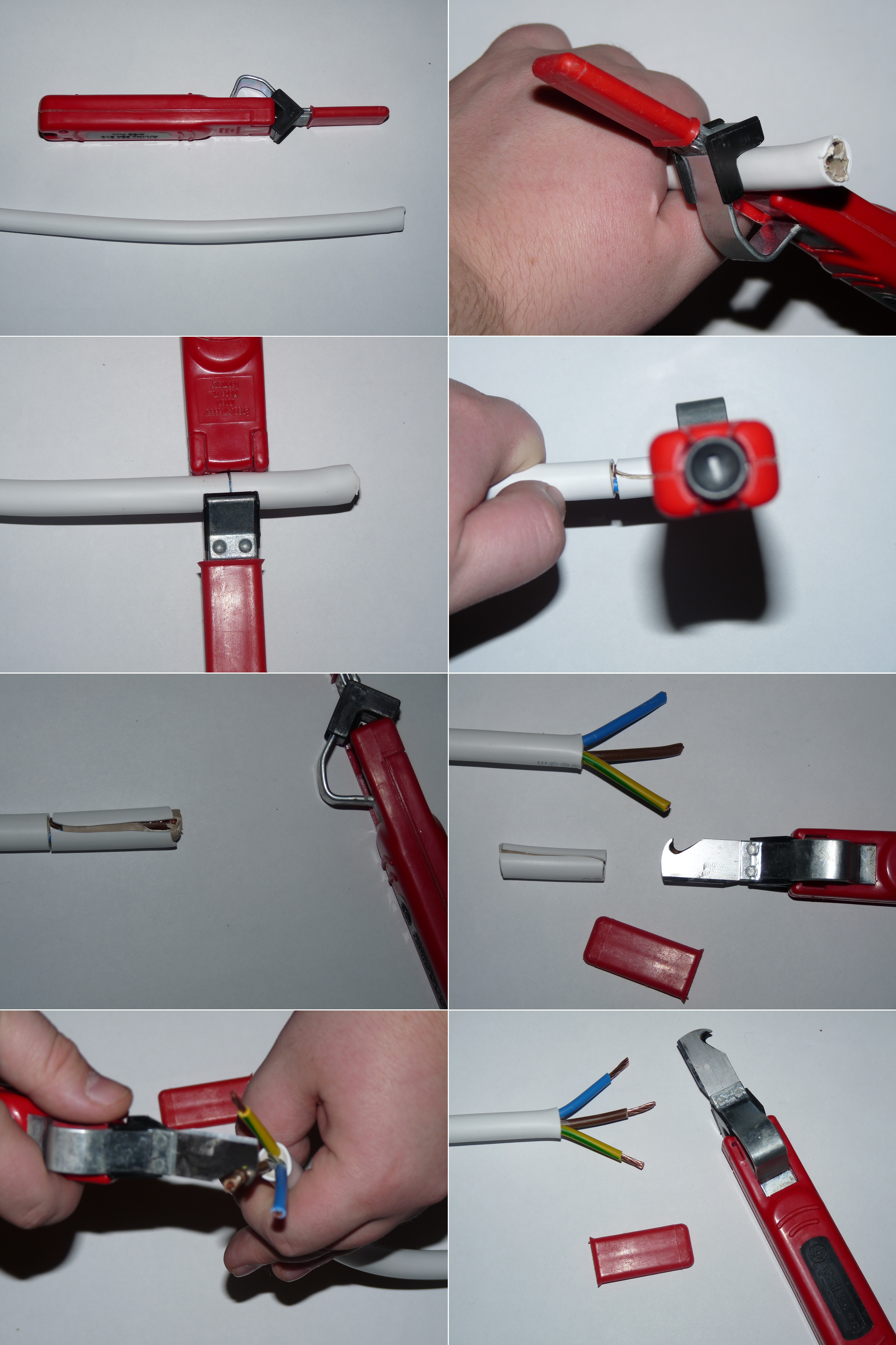
Anwendung eines Universal-Kabelabmantlers
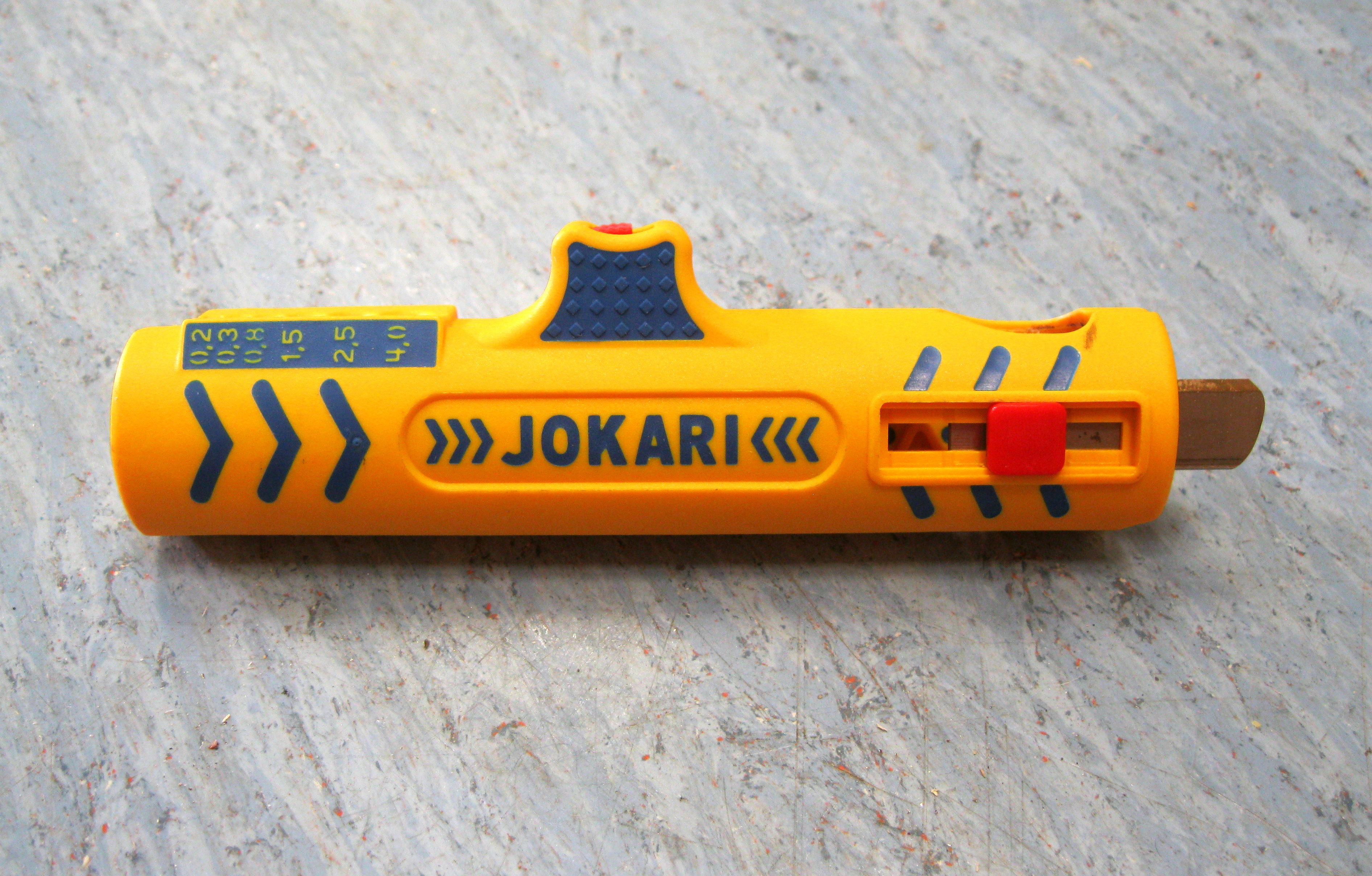
Dosenabmantler mit zusätzlicher Funktion für Längsschnitte; die Öffnung an der rechten Oberseite dient als Führung. Weiterhin sind eine ausfahrbarer Klinge und eine Abisoliervorrichtung für verschiedene Querschnitte vorhanden.
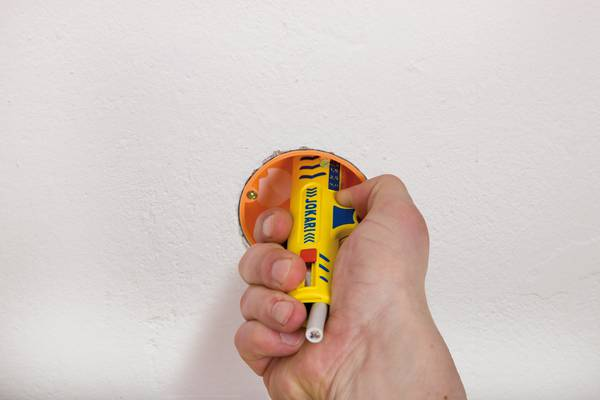
Anwendung eines Dosenabmantlers an einer Leitung, die bereits in eine Hohlwanddose eingeführt wurde.

## Kupferlackdrähte
Kupferlackdraht ist je nach verwendeter Lackisolierung thermisch abisolierbar und direkt lötbar, dabei entstehen jedoch gesundheitsschädliche Dämpfe. Alternativ ist eine mechanische Abisolierung notwendig. Dazu gibt es Werkzeuge in Form einer Pinzette, die mit zwei zueinander gewandten Schneiden ausgestattet sind. Damit können Kupferlackdrähte mechanisch abisoliert werden, indem das Werkzeug mehrfach in verschiedenen Winkeln um den Draht geschlossen und abgezogen wird.

## Thermische Abisolierzangen
Thermisch arbeitende Abisolierzangen besitzen anstelle der Messer zwei V-förmige, ineinandergreifende Drahtschleifen oder Messer, die durch Stromfluss beheizt sind. Mit solchen Zangen können nur Thermoplast-Isolierungen entfernt werden; ein Risiko, den Leiter zu beschädigen, besteht nicht. Diese Art des Abisolierens verursacht bei zu hoher Temperatur gesundheitlich schädliche Dämpfe und benötigt bei Serieneinsatz entsprechenden Absaug- und Belüftungseinrichtungen.
Mit dem thermischen Abisolieren verwandt ist das Abisolieren mit einem Laserstrahl, das nur in automatischen Fertigungsstätten Verwendung findet. Auch hierbei entstehen zwangsläufig giftige korrosive Dämpfe die im Rahmen der Produktionsanlage entsprechend abgesaugt werden.